# Daurina
Daurina is een geslacht van uitgestorven kreeftachtigen uit de klasse van de Ostracoda (mosselkreeftjes).

## Soort
- Daurina mongolica Sinitsa, 1986